# Ballana densa
Ballana densa är en insektsart som beskrevs av Delong 1964. Ballana densa ingår i släktet Ballana och familjen dvärgstritar. Inga underarter finns listade i Catalogue of Life.